# BringBackAlice
#BringBackAlice – polski kryminalno-obyczajowy serial telewizyjny z roku 2023, produkowany przez HBO Polska i wytwórnię Telemark, udostępniany na platformie VOD HBO Max od 14 kwietnia do 12 maja 2023 roku.
Reżyserem produkcji był Dawid Nickel. Zdjęcia do serialu powstawały w Gdyni, Gdańsku i Sopocie.

## Fabuła
Po roku od zaginięcia, w tajemniczych okolicznościach odnajduje się influencerka Alicja Stec (Helena Englert), która wskutek traumy nie pamięta co działo się z nią przez ostatni rok. Jej powrót staje się również powodem konfliktów w grupie jej dawnych znajomych, którzy skrywają tajemnicę o tym, co wydarzyło się rok wcześniej.

## Obsada

### Główna
- Helena Englert jako Alicja Stec
- Sebastian Dela jako Tomek Bielecki
- Bartłomiej Deklewa jako Patryk Kubicki
- Katarzyna Gałązka jako Monika Lenart
- Vitalik Havryla jako Janek Wojda
- Marcel Opaliński jako Michał Czapski
- Mila Jankowska jako Paula Czapska

### Drugoplanowa
- Marieta Żukowska jako Sabina Stec, matka Alicji
- Jowita Budnik jako inspektor Marta Werner
- Stanisław Linowski jako Luka Czapski
- Natalia Iwańska jako Weronika Bielecka, siostra Tomka
- Marcin Stec jako ojciec Alicji
- Adam Cywka jako Oskar Czapski
- Małgorzata Biela jako sierżant Laura Bartos
- Wojciech Ziętek jako Łukasz
- Sandra Drzymalska jako Oliwia Górska
- Anita Szepelska jako Sonia Smolikowska
- Małgorzata Szczerbowska jako Bielecka, matka Tomka i Weroniki
- Sandra Korzeniak jako psychoterapeutka Milena, matka Janka
- Rafał Kowalski jako Kamil
- Feliks Szajnert jako Flis

## Odcinki
| Odcinek | Reżyseria    | Scenariusz                                     | Premiera (HBO Max) |  |
| ------- | ------------ | ---------------------------------------------- | ------------------ |  |
|         |              |                                                |                    |  |
| 1       | Dawid Nickel | Caleb Ranson, Marcin Kubawski, Miłosz Sakowski | 14 kwietnia 2023   |  |
|         |              |                                                |                    |  |
| 2       | Dawid Nickel | Caleb Ranson                                   | 14 kwietnia 2023   |  |
|         |              |                                                |                    |  |
| 3       | Dawid Nickel | Caleb Ranson                                   | 21 kwietnia 2023   |  |
|         |              |                                                |                    |  |
| 4       | Dawid Nickel | Caleb Ranson                                   | 28 kwietnia 2023   |  |
|         |              |                                                |                    |  |
| 5       | Dawid Nickel | Caleb Ranson                                   | 5 maja 2023        |  |
|         |              |                                                |                    |  |
| 6       | Dawid Nickel | Caleb Ranson                                   | 12 maja 2023       |  |
|         |              |                                                |                    |  |